# Albert Bregman
 (décembre 2017).
Si vous disposez d'ouvrages ou d'articles de référence ou si vous connaissez des sites web de qualité traitant du thème abordé ici, merci de compléter l'article en donnant les références utiles à sa vérifiabilité et en les liant à la section « Notes et références ».
Pour les articles homonymes, voir Bregman.
Albert S. Bregman est un psychologue et professeur honoraire canadien né à Toronto le 15 septembre 1936 et mort le 18 mai 2023.

## Biographie
Il détient une licence (1957) et un master (1959) de l'université de Toronto ainsi qu'un doctorat de l'université Yale (1963). Il a ensuite fait des recherches à l'université Harvard de 1962 à 1965. Il est nommé en 1965 à l'université McGill de Montréal où il enseigne la psychologie, puis est nommé professeur émérite en 1995.
Il est notamment connu pour Auditory Scene Analysis : The Perceptual Organization of Sound.

## Distinctions
- 1984 : Bourse Killam
- 1995 : Fellow de la Société royale du Canada
- 1995 : Prix Jacques-Rousseau